# Orgyia senica
Orgyia senica är en fjärilsart som beskrevs av George Francis Hampson 1900. Orgyia senica ingår i släktet fjädertofsspinnare, och familjen tofsspinnare. Inga underarter finns listade i Catalogue of Life.